# Gavino Cocco
Gavino Leonardo Cocco (Ozieri, 1724 – Cagliari, 1803) è stato un avvocato e magistrato italiano di aristocratica famiglia ozierese.
Il barone Giuseppe Manno gli riconobbe doti di “integrità, zelo e religione”, “dottrina molta, esperienza vastissima, fedeltà e devozione al re, e maniere per farsi amare da tutti”. Dopo una carriera lunga e brillante svoltasi in Sardegna, a Torino venne nominato “Reggente di toga” nel Supremo Consiglio del Regno (una carica riservata ai magistrati più anziani e più esperti), ma egli era restio a trasferirvisi.  Ricoprì la carica di “assessore del magistrato della Reale governazione” di Sassari. Poco dopo, nel 1793 durante le vicende di Gio Maria Angioi (di cui Cocco era inizialmente sostenitore, per poi passare alla pubblica accusa filo governativa), ricoprì la carica di “avvocato fiscale del Patrimonio Regio”.  Successivamente, nel luglio del 1794, viene nominato dal re Vittorio Amedeo III “Reggente della Reale Cancelleria” di Cagliari (Presidente del Supremo Consiglio di Sardegna, sarà il primo e l'ultimo sardo nella storia a ricoprire tale carica, una sorta di “Primo Ministro” della Sardegna), allorché vennero accolte parzialmente le Cinque domande avanzate dai sardi in tema di maggiore autonomia nel governo dell'Isola. In una fase di pericolo per l'autorità sabauda, il re volle così mettere nei posti chiave del Regno sardo persone ritenute affidabili e capaci di normalizzare una situazione che a breve sarebbe comunque diventata esplosiva. Nonostante la fedeltà alla Casa sabauda, il Cocco era un uomo aperto alle idee illuministiche e liberali.  Si deve a lui gran parte del riordinamento amministrativo e politico dell'Isola, compiuto sotto Amedeo III ed i successori Carlo Emanuele IV e Vittorio Emanuele I, nonché la realizzazione di molte opere pubbliche.  Forse a causa della timidezza con cui avversò l'Angioi fu rimosso dalla carica pochi anni dopo.
Nel 1786 fu insignito dell'onorificenza reale Cavaliere di Gran Croce dell'Ordine dei Santi Maurizio e Lazzaro. 

## Fonti
- Michele Calaresu, “Ozieresi illustri: don Gavino Cocco. Uno dei grandi personaggi sardi che contribuì alla crescita sociale e civile dell'Isola”, in settimanale diocesano “Voce del Logudoro”, n. 33 del 3/10/2010, pag. 5, ed. Tip. Il Torchietto – Ozieri.